# Língua bislamá
Bislamá  é uma língua crioula melanésia falada principalmente em Vanuatu, país da Oceania. É uma das línguas oficiais de Vanuatu, juntamente com o inglês e o francês. O bislamá é falado, também, nas Ilhas Salomão e em Fiji.  É a língua principal de muitos vanuatuenses urbanos - aqueles que vivem na capital do país, Port Vila, e na segunda maior cidade do país, Luganville -, e a segunda língua para os demais habitantes do país.
O bislamá constitui-se de uma mistura de palavras do inglês, francês e de línguas aborígenes das famílias norte, centro e sul do arquipélago. Pode ser considerado como uma língua com vocabulário de origem inglesa, porém com gramática tipicamente melanésia. Compartilha com várias línguas crioulas e pidgins a característica de apresentar gramática simples e vocabulário "emprestado" de outros idiomas. Está muito relacionado ao tok pisin da Papua Nova Guiné, ao pidgin de ilhas Salomão e ao broken English do Estreito de Torres, na Austrália.
O hino nacional de Vanuatu, Yumi, Yumi, Yumi, é escrito em bislamá.

## Características

### Nome
O nome do idioma bislamá vem do francês "biche-la-mar", que por sua vez surge no início do século XIX, derivado de beach-la-mar, sendo este proveniente do pseudofrancês biche de mer ou bêche de mer (denominação dada ao pepino-do-mar, que era muito comercializado naquela área do Pacífico Sul ),  resultante, por sua vez, da alteração do português "bicho do mar".

### Plural
O plural é formado pela colocação de “ol" (do inglês “all") antes da palavra.

### Pronomes Pessoais
O bislamá tem pronomes pessoais singulares, duais, ternais e plurais (para mais de 3 pessoas) que se dividem ainda em inclusivos e exclusivos. Ver a seguir traduções para português

#### Singular
- mi : Eu, me, mim
- yu : Tu, te, ti
- hem : Ele, ela, si, lhe

#### Dual
- yumitufala : Nós Dois – inclusivo – Eu e Tu;
- mitufala : Nós Dois - exclusivo -  Eu e outrem que não Tu.
- yutufala : Vocês Dois
- tufala/tugeta : Aqueles Dois

#### Trial
- yumitrifala : Nós 3 – inclusivo – Eu e vocês dois;
- mitrifala :  Nós 3 – exclusivo – Eu e mais dois que não Tu;
- trifala/trigeta : Aqueles três;

#### Plural (mais de três)
- yumi : Nós
- mifala : Vós
- yufala : Todos Vocês
- ol : Muitos deles
- olgeta : Todos eles

Esses Pronomes não declinam;

### Marcadores de aspecto
Em bislamá os verbos não são conjugados, assim certos monossílabos e dissílabos nas sentenças marcam funções que dispensam conjugações. Pode-se observar que há palavras em inglês similares que lembram tais aspectos:
no : Não, negação
nomo : Não, nunca mais; Se antes do Predicado
nomo : Apenas – não exceto;
neva : Nunca
jes : Recém ocorrido
stat : Iniciado agora
stap : Ação em andamento ou habitual
gogo : Ação contínua
bin Ação concluída recente
finis : Ação concluída no passado
finis : Já – quando após o objeto
mas : Obrigatório
traem : Tentativa
wantem :  Querendo
save : Poder, Conhecer
sapos :  Suposição, Se

### Long e Blong
Essas duas palavras da língua bislamá, "long" e "blong", são muito usadas como preposições diversas.

#### "Long"
É usada como “próxima a”, “sobre”, “ao lado”, “em”, “dentro”, etc.

#### "Blong"
É usada no sentido Genitivo, de algo que pertence a algo (país, posse, características, intenções) ou a alguém.